# Etnyre Motor Car Company
Etnyre Motor Car Company war ein US-amerikanischer Hersteller von Automobilen.

## Unternehmensgeschichte
E. D. Etnyre hatte bereits Ende 1908 angekündigt, Fahrzeuge herstellen zu wollen. 1910 gründete er das Unternehmen in Oregon in Illinois. Er begann mit der Produktion von Automobilen. Der Markenname lautete Etnyre. Ende 1911 wurde das Unternehmen wegen Unterfinanzierung aufgelöst.
Insgesamt entstanden zehn Fahrzeuge. Eine Quelle gibt an, dass davon sechs verkauft wurden. Die anderen vier wurden bei Testfahrten aufgebraucht.

## Fahrzeuge
Ein selbst hergestellter Vierzylindermotor trieb die Fahrzeuge an. Er entwickelte 50 PS aus 7700 cm³ Hubraum. Das Fahrgestell hatte 325 cm Radstand. Der Neupreis betrug je nach Aufbau etwa 3500 US-Dollar.
Das Model E von 1910 bis 1911 war ein Tourenwagen mit sieben Sitzen. Das Model N war ein viersitziger Roadster, den es nur 1910 gab. Das Model T wurde 1910 als Cl. C. mit fünf Sitzen bezeichnet, was für Close-Coupled Tourenwagen stehen könnte, und 1911 als Double Rumble mit vier Sitzen bezeichnet.

## Modellübersicht
| Jahr | Modell  | Zylinder | Leistung (PS) | Radstand (cm) | Aufbau                 |
| ---- | ------- | -------- | ------------- | ------------- | ---------------------- |
| 1910 | Model E | 4        | 50            | 325           | Tourenwagen 7-sitzig   |
| 1910 | Model N | 4        | 50            | 325           | Roadster 4-sitzig      |
| 1910 | Model T | 4        | 50            | 325           | Cl. C. 5-sitzig        |
| 1911 | Model E | 4        | 50            | 325           | Tourenwagen 7-sitzig   |
| 1911 | Model T | 4        | 50            | 325           | Double Rumble 4-sitzig |